# Cimetta
Cimetta is een plaats (frazione) in de Italiaanse gemeente Codognè.